# Vasile Marin

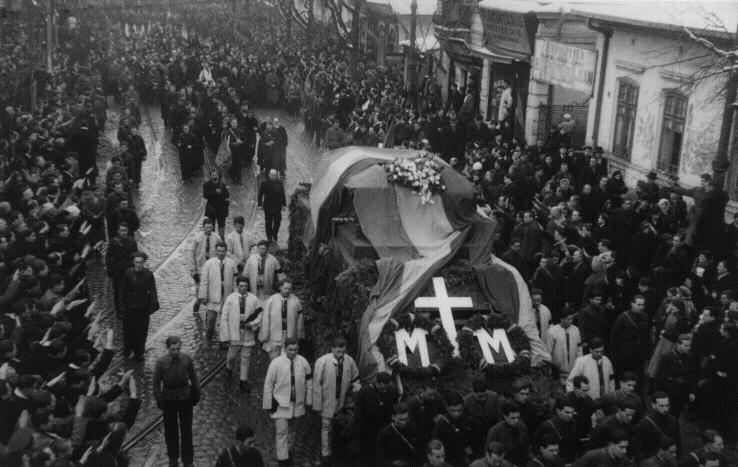
Begravningen för Marin och Ion Moța i Rumänien.

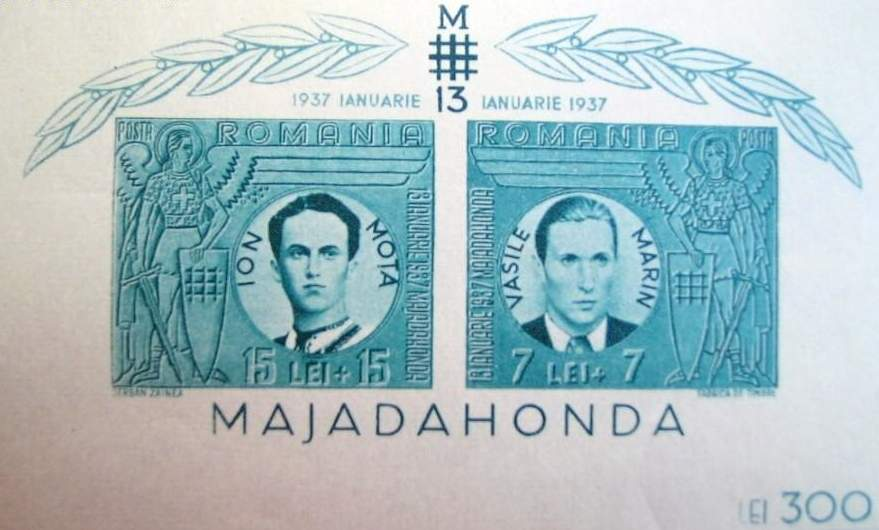
Marin och Ion Moța avbildade på ett frimärke.

Vasile Marin, född 29 januari 1904 i Bukarest, död (i strid) 13 januari 1937 i Majadahonda, Spanien var tillsammans med Ion Moța medlemmar ur det rumänska Järngardet som reste till Spanien för att delta på Francos sida i det spanska inbördeskriget. De båda stupade i strid i fronten vid Majadahonda, nära Madrid, 13 januari 1937.
I hemlandet Rumänien fick de båda soldaterna status som helgon och martyrer och porträtterades som änglar på bland annat frimärken. Parader med hundratusentals människor, hundratals präster och nunnor, tiotusentals legionärer ur Järngardet, hölls för de båda fallna. En stridsvagn dekorerad med Rumäniens flagga och de två stora bokstäverna M - M rullade nedför gatorna i Rumäniens huvudstad. 
Idag finns fortfarande stenmonumentet med korset ovanpå som byggdes för att hedra dem kvar.